# 埃斯皮納爾
埃斯皮納爾是哥倫比亞的城市，位於該國中部，由托利馬省負責管轄，距離首都波哥大146公里，始建於1754年9月18日，面積217平方公里，海拔高度323米，2005年人口75,375。
4°12′N 74°50′W / 4.200°N 74.833°W